# Filtre digital
Un filtre digital és un filtre electrònic que, depenent de les variacions dels senyals d'entrada en el temps i amplitud, es realitza un processament matemàtic sobre aquest senyal; generalment mitjançant l'ús de la Transformada ràpida de Fourier; obtenint-se en l'eixida el resultat del processament matemàtic o el senyal d'eixida.

## Tipus
Els filtres digitals tenen com entrada un senyal analògic o digital i en la seua eixida tenen altre senyal analògic o digital, podent haver canviat en amplitud, freqüència o fase depenent de les característiques del filtre digital.
El filtrat digital és part del processament de senyals digitals. Se li dona la denominació de digital més pel seu funcionament intern que per la seua dependència del tipus de senyal a filtrar, així podríem cridar filtre digital tant a un filtre que realitza el processament de senyals digitals com un altre que ho faça de senyals analògics.
Sovint s'usa per a atenuar o amplificar algunes freqüències, per exemple es pot implementar un sistema per a controlar els tons greus i aguts de l'àudio de l'estèreo de l'acte.
El gran avantatge dels filtres digitals sobre els analògics és que presenten una gran estabilitat de funcionament en el temps.
El filtrat dels senyals digital consisteix en la realització interna d'un processat previ de dades d'entrada. En general el procés de filtrat consisteix en el mostreig digital del senyal d'entrada, el processament considerant el valor actual d'entrada i considerant les entrades anteriors. L'últim pas és la reconstrucció del senyal d'eixida.
En general la mecànica del processament és:
1. Prendre les mostres actuals i algunes mostres anteriors (que prèviament havien estat emmagatzemades) per a multiplicades per uns coeficients definits.
2. També es podria prendre valors de l'eixida en instants passats i multiplicar-los per altres coeficients.
3. Finalment tots els resultats de totes aquestes multiplicacions són sumats, donant una eixida per a l'instant actual.

El processament intern i l'entrada del filtre seran digitals, pel que pot ser necessari una conversió analògica-digital o digital-analògica per a ús de filtres digitals amb senyals analògics.
Un tema molt important és considerar les limitacions del filtre d'entrada a causa de Teorema de mostreig de Nyquist-Shannon que en poques paraules; si vull processar fins a una freqüència de 10 kHz, he de mostrejar a almenys 20 kHz.
Els filtres digitals s'usen freqüentment per a tractament digital de la imatge o per a tractament del so digital.
Altre exemple comú de filtres digitals són els programes per a retocar imatges.

## Tipus de filtres
Hi ha diversos tipus de filtres així com diferents classificacions per a aquests filtres:
- D'acord amb la part de l'espectre que deixen passar i que atenuen hi ha:
  - Filtres passa alt.
  - Filtres passabaix.
  - Filtres passa banda.
    - Banda eliminada.
      - Multibanda.

    - Passa-tot.
    - Ressonador.
    - Oscil·lador.
    - Filtre pinta (Comb filter).
    - Filtre ranura o filtre rebutja-banda (Notch filter).

- D'acord amb el seu ordre:
  - primer ordre
  - segon ordre

- D'acord amb el tipus de resposta davant entrada unitària:
  - Filtre FIR (Finite Impulse Response)
  - Filtre IIR (Infinite Impulse Response)
    - TIIR (Truncated Infinite Impulse Response)

- D'acord amb l'estructura amb què s'implementa:
  -     - Laticce

  - Varis en cascada
  - Varis en paral·lel

## Tecnologies
Els filtres es poden construir en una sèrie de tecnologies diferents. La mateixa funció de transferència es pot realitzar de diverses maneres diferents, és a dir, les propietats matemàtiques del filtre són les mateixes però les propietats físiques són molt diferents. Sovint els components en diferents tecnologies són una analogia directa entre si i compleixen la mateixa funció en els seus respectius filtres. Per exemple, les resistències, inductors i condensadors d'electrònica corresponen, respectivament, als amortidors, ressorts i masses en la mecànica. De la mateixa manera, hi ha components corresponents en els filtres dels elements distribuïts.
- filtres electrònics van ser originalment totalment passiva que consisteix en la resistència, inductància i capacitància. tecnologia activa fa que el disseny sigui més fàcil i obre noves possibilitats en les especificacions del filtre.

- Filtres digitals operen en els senyals representats en forma digital. L'essència d'un filtre digital és que directament es implementa un algorisme matemàtic, que correspon a la funció de transferència de filtre desitjat, en la seva programació o microcódigo.

- Els filtres mecànics es construeixen a partir de components mecànics. En la gran majoria dels casos que s'utilitzen per processar un senyal electrònic i els transductors es proporcionen per convertir això i d'una vibració mecànica. No obstant això, hi ha exemples de filtres que han estat dissenyats per a funcionar completament en el domini mecànic.

Distribuït filtres element es construeixen a partir de components a partir de petites peces de línia de transmissió o altres elements distribuïts. Hi ha estructures dels filtres d'elements distribuïts que corresponen directament als elements agrupats dels filtres electrònics, i altres que són exclusius d'aquesta classe de tecnologia.
- filtres de guia d'ones es componen d'elements o components de guia d'ona inserida en la guia d'ona. Guies d'ona són un tipus de línia de transmissió i moltes estructures dels filtres dels elements distribuïts, per exemple, el tros (electrònica), pot aplicar-se també en guies d'ona.

- Acústica filtres

- filtres òptics van ser desenvolupats originalment per a fins diferents de processament de senyals, com ara la il·luminació i la fotografia. Amb l'auge de la tecnologia de fibra òptica, però, els filtres òptics cada vegada més trobar aplicacions de processament de senyals i processament de senyals filtre terminologia, com a pas llarg i shortpass, estan entrant en el camp.

## Disseny del filtre
El procés de disseny del filtre es pot descriure com un problema d'optimització on cada requisit contribueix amb un terme per a una funció d'error. Algunes parts del procés de disseny poden ser automatitzades, però normalment es necessita un enginyer elèctric amb experiència per a obtenir un bon resultat.
L'objectiu és trobar una realització del filtre que compleixi cada un dels requisits a un grau suficient perquè sigui útil.

## Expressió general d'un filtre
Hi ha moltes formes de representar un filtre. Per exemple, en funció de w (freqüència digital), en funció de z i en funció de n (nombre de mostra). Totes són equivalents, però a l'hora de treballar de vegades convé més una o altra. Com regla general se sol deixar el terme a0=1.
Si s'expressa en funció de z i en forma de fracció: 
{\displaystyle H(z)={\frac {{\sum _{k=0}^{M}}b_{k}\cdot z^{-k}}{{\sum _{k=0}^{N}}a_{k}\cdot z^{-k}}}}
I en domini de n:
{\displaystyle y(n)={\sum _{k=0}^{N}}b_{k}\cdot x(n-k)-{\sum _{k=1}^{M}}a_{k}\cdot y(n-k)}
Els coeficients són els a i b i són els quals defineixen el filtre, per tant el disseny consisteix en calcular-los.

## Avantatges d'utilitzar filtres digitals envers filtres analògics
1. Un filtre digital és programable, és a dir, que pot ser variat fàcilment sense afectar el hardware, mentre que els analògics l'única manera és modificant el cirquit.
2. Els filtres digitals poden ser fàcilment dissenyats, provats i implementats en un ordinador. Els analògics sempre s'han que implementar a través de components discrets per veure el funcionament real.
3. Els filtres analògics tenen alteracions y depenen de la temperatura. Els filtres digitals són extremadament estables davant factors externs.
4. A diferència dels filtres analògics, els digitals poden funcionar amb molta presició les baixes freqüències.
5. Els filtres digitales són molt més versàtils a la hora de manipular el senyal.

## Exemple del disseny d'un filtre
En primer lloc es parteix de les especificacions i, basant-se en aquestes, es tria el tipus de filtre. En aquest exemple es parteix d'un filtre digital que anul·le les freqüències menors a 5 Hz i la de 50 Hz i que no altere a la resta, la freqüència de mostreig serà 1000 Hz, a més es vol fase lineal.
Amb aquestes especificacions es tria un filtre FIR. El disseny es pot fer manualment o amb l'ajuda d'un ordinador. En aquest exemple el mètode de disseny serà el d'Evgenii Remez. En Matlab s'obtenen els coeficients que defineixen el filtre, que en l'equació anterior es diuen a i b (el numerador és la variable b i el denominador solament té un terme que és 1, com correspon a un filtre FIR):
[n,fo,mo,w]=remezord([0 5 45 50 50 55],[0 1 0 1],[0.01 0.1 0.01 0.1],1000);
b = remez(n,fo,mo,w)
En la següent figura es mostra l'aspecte del filtre en el centre. En la part superior es mostra el senyal que es vol filtrar i en la part inferior el senyal filtrat (es tracta d'un electrocardiograma).
El següent pas és seleccionar la forma d'implementar-lo, és a dir la seua estructura. Després es tria el maquinari sobre el qual funcionarà. Normalment un Processador de senyals digitals o una FPGA, encara que també pot ser un programa d'ordinador. Finalment s'usen els coeficients obtinguts i l'estructura triada per a crear el programa.